# Mimegralla leucopeza
Mimegralla leucopeza är en tvåvingeart som först beskrevs av Christian Rudolph Wilhelm Wiedemann 1824. Mimegralla leucopeza ingår i släktet Mimegralla och familjen skridflugor.
Artens utbredningsområde är Myanmar. Inga underarter finns listade i Catalogue of Life.